# Rignieux-le-Franc
Rignieux-le-Franc – miejscowość i gmina we Francji, w regionie Owernia-Rodan-Alpy, w departamencie Ain.

## Demografia
Według danych na styczeń 2012 roku gminę zamieszkiwało 977 osób, a gęstość zaludnienia wynosiła 65 osób/km².